# Mielometro

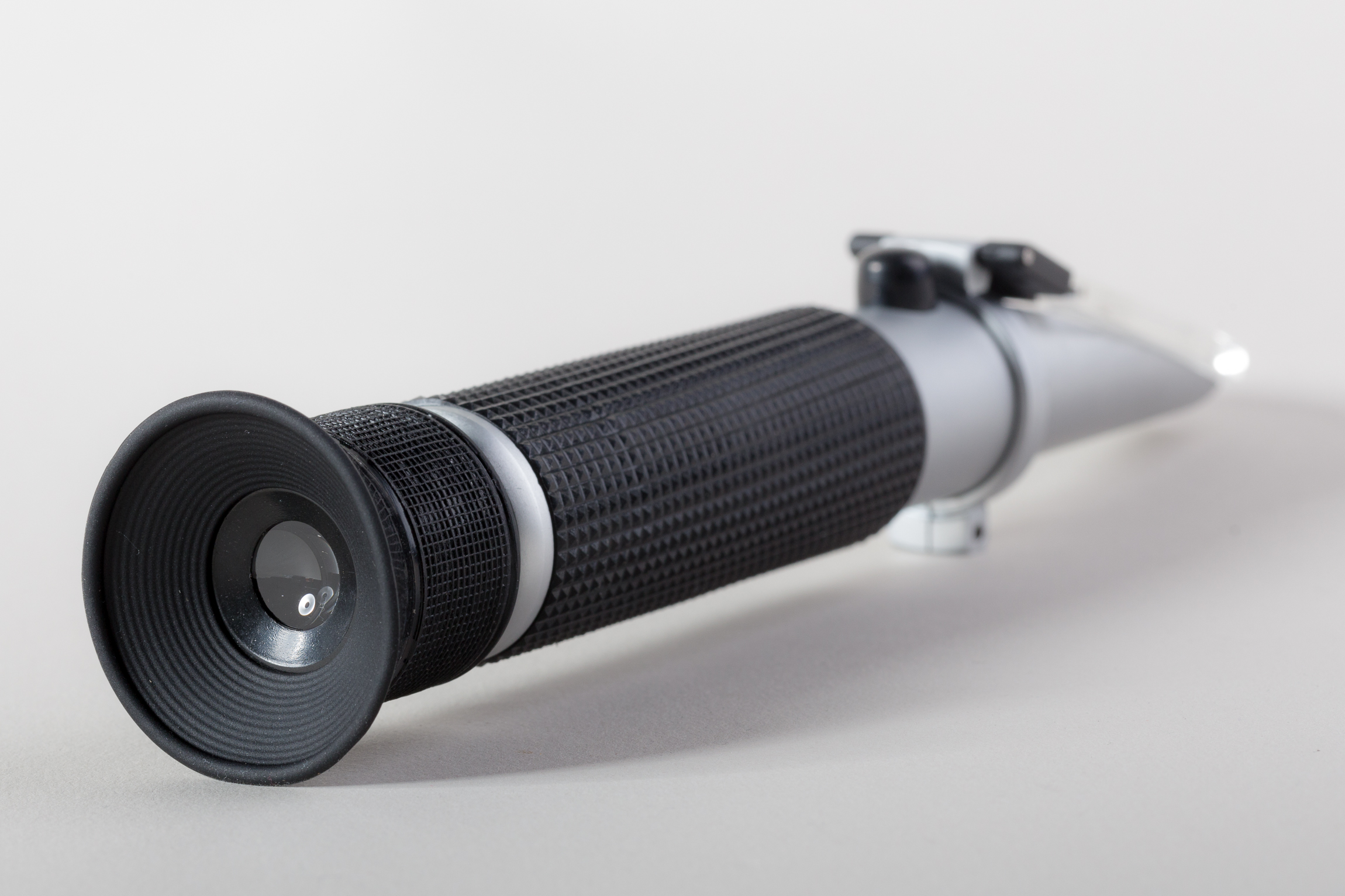
rifrattometro manuale

Il mielometro è un particolare rifrattometro, specifico per misurare concentrazioni elevate di zucchero, utilizzato per valutare il livello di maturità del miele misurando il grado di umidità e il grado zuccherino.

## Funzionamento
La luce, nell'attraversare una sostanza, è soggetta ad uno spostamento; questo spostamento è definito come indice di rifrazione. 
Per il miele, si è messo a punto uno specifico rifrattometro con due scale: la prima misura la percentuale di acqua, la seconda il valore percentuale di zucchero (in gradi Brix) disciolto in 100g.

## Utilizzo

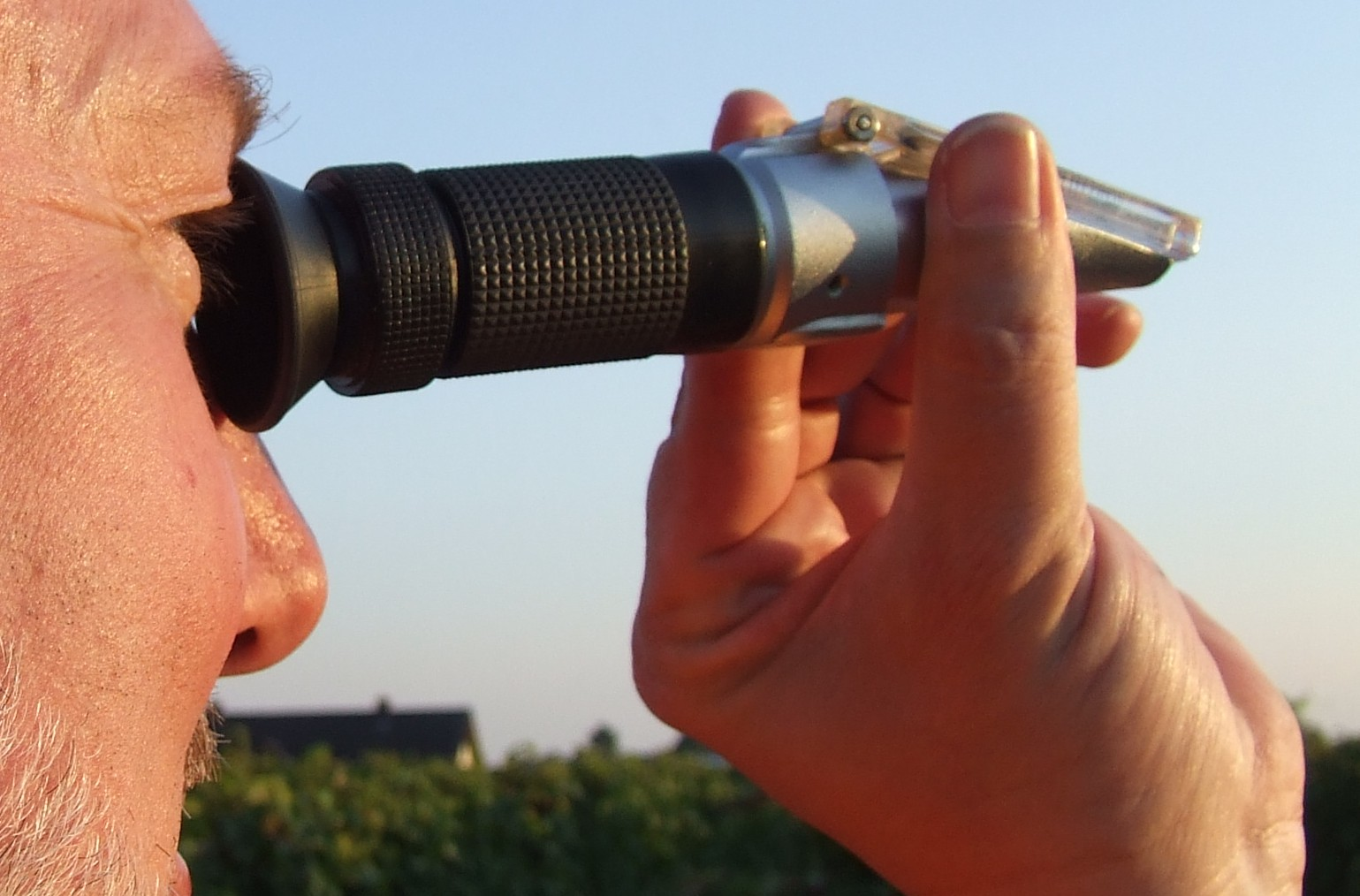
misurazione con un rifrattometro

Il mielometro è uno strumento a campione poiché non misura una media della sostanza ma la misura esatta di un piccolo campione, è importante miscelare bene il miele prima della misurazione poiché l'acqua tende a concentrarsi nella parte superiore. 
Un miele cristallizzato non può essere misurato in maniera corretta, pertanto occorre riscaldarlo a circa 35-40 °C in modo che si sciolga senza che l'acqua in esso contenuto evapori troppo rapidamente.
La misurazione avviene disponendo alcune gocce di miele sulla superficie del prisma fisso, sul quale si ribalta quello mobile. A questo punto è possibile guardare attraverso l'oculare orientandolo verso una sorgente luminosa, sarà così possibile osservare nitidamente la scala. Se disponibile, è possibile ruotare una ghiera di messa a fuoco che permette di adattare la nitidezza della scala alla propria vista.
La misura della percentuale d’acqua avviene osservando la linea di separazione fra il campo chiaro (il fondo del mielometro) e quello scuro, derivante dall'interposizione dei due prismi.

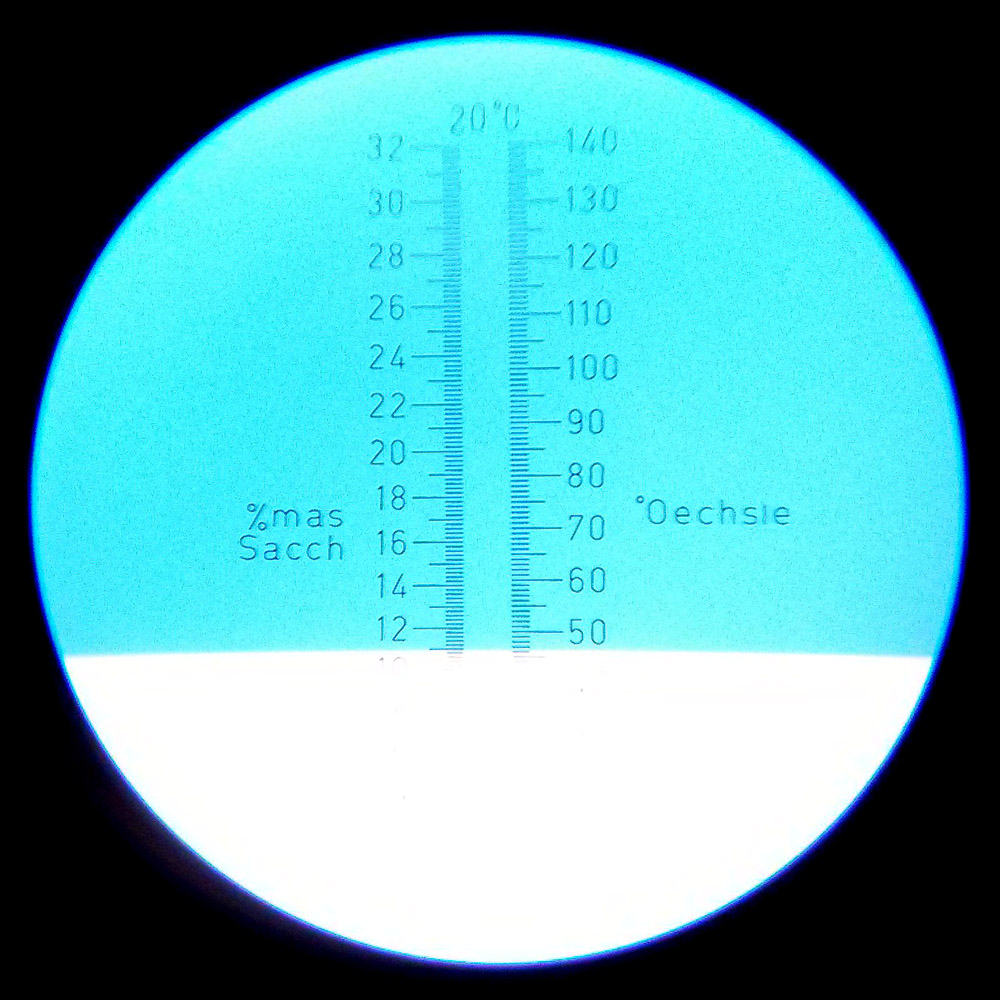
Esempio di scala di uno strumento calibrato a 20ºC

Se lo strumento non è dotato del dispositivo di compensazione, sarà necessario calcolarla manualmente.
Solitamente gli strumenti manuali sonocalibrati alla temperatura ambiente (20 °C); la compensazione può essere calcolata con la seguente formula:
{\displaystyle UA_{1}-{\frac {{\bigl (}T_{1}-T{\Bigr )}}{10}}}
- Se la temperatura ambiente (T1) è maggiore della temperatura di calibrazione (T) del mielometro, al valore misurato (UA1) andrà sottratto lo 0,1% per ogni °C di differenza.
- Se la temperatura ambiente (T1) è minore della temperatura di calibrazione (T) del mielometro, al valore misurato (UA1) andrà aggiunto lo 0,1% per ogni °C di differenza.

| Temperatura ambiente (T1) | Temperatura calibrazione mielometro (T) | Valore misurato (UA1) | Formula                                                    | Lettura compensata (UA) |
| ------------------------- | --------------------------------------- | --------------------- | ---------------------------------------------------------- | ----------------------- |
| 30 °C                     | 20 °C                                   | 18,1%                 | {\displaystyle 18,1-{\frac {{\bigl (}30-20{\Bigr )}}{10}}} | 17,1%                   |
| 8 °C                      | 20 °C                                   | 16,3%                 | {\displaystyle 16,3-{\frac {(8-20)}{10}}}                  | 17,5%                   |
| -2 °C                     | 20 °C                                   | 17,6%                 | {\displaystyle 17,6-{\frac {(-2-20)}{10}}}                 | 19,8%                   |

Per assicurare una corretta misurazione è consigliabile seguire i seguenti passi:
- attendere qualche ora prima della misurazione in modo tale che il mielometro sia alla temperatura ambiente;
- compensare i valori misurati attraverso la formula di compensazione;
- pulire il mielometro con acqua e asciugarlo accuratamente prima di ogni misurazione;
- non toccare il alcun modo il prisma (specie con le dita) poiché la lettura risulterebbe falsata;
- Non toccare con le dita il campione di miele.